# Gare de Yutz
La gare de Yutz est une gare ferroviaire française de la ligne de Thionville à Anzeling située sur le territoire de la commune de Yutz dans le département de la Moselle, en région Grand Est.
C'est une halte ferroviaire de la Société nationale des chemins de fer français (SNCF) desservie par des trains TER Grand Est.

## Situation ferroviaire
Établie à 156 mètres d'altitude, la gare de Yutz est située au point kilométrique (PK) 3,502 de la ligne de Thionville à Anzeling, entre les gares de Thionville et de Kuntzig.

## Service des voyageurs

### Accueil
Arrêt routier SNCF, c'est un point d'arrêt non géré (PANG) à accès libre.

### Desserte
Yutz était desservie par les trains TER Grand Est qui effectuent des missions entre les gares de Thionville et de Bouzonville. 

### Intermodalité
Le stationnement des véhicules est possible à proximité. Elle était desservie par des autocars TER Grand Est (ligne Thionville - Bouzonville - Creutzwald gare routière).
Une gare routière se situe à proximité, desservie par le réseau Citéline. 

## Galerie de photos

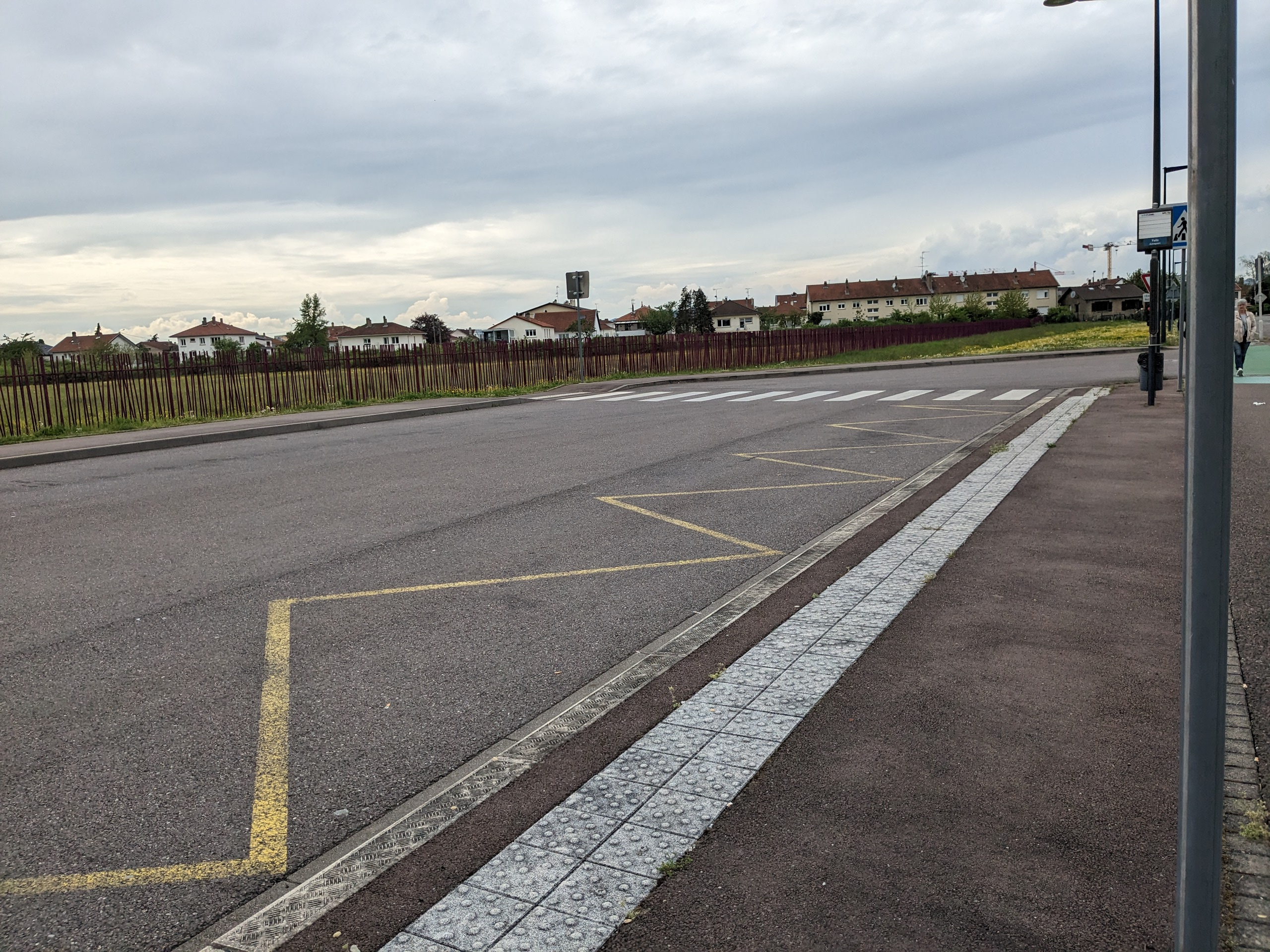
Gare routière de Yutz à proximité de l'ancienne halte, desservie par le réseau Citéline (7 mai 2023)
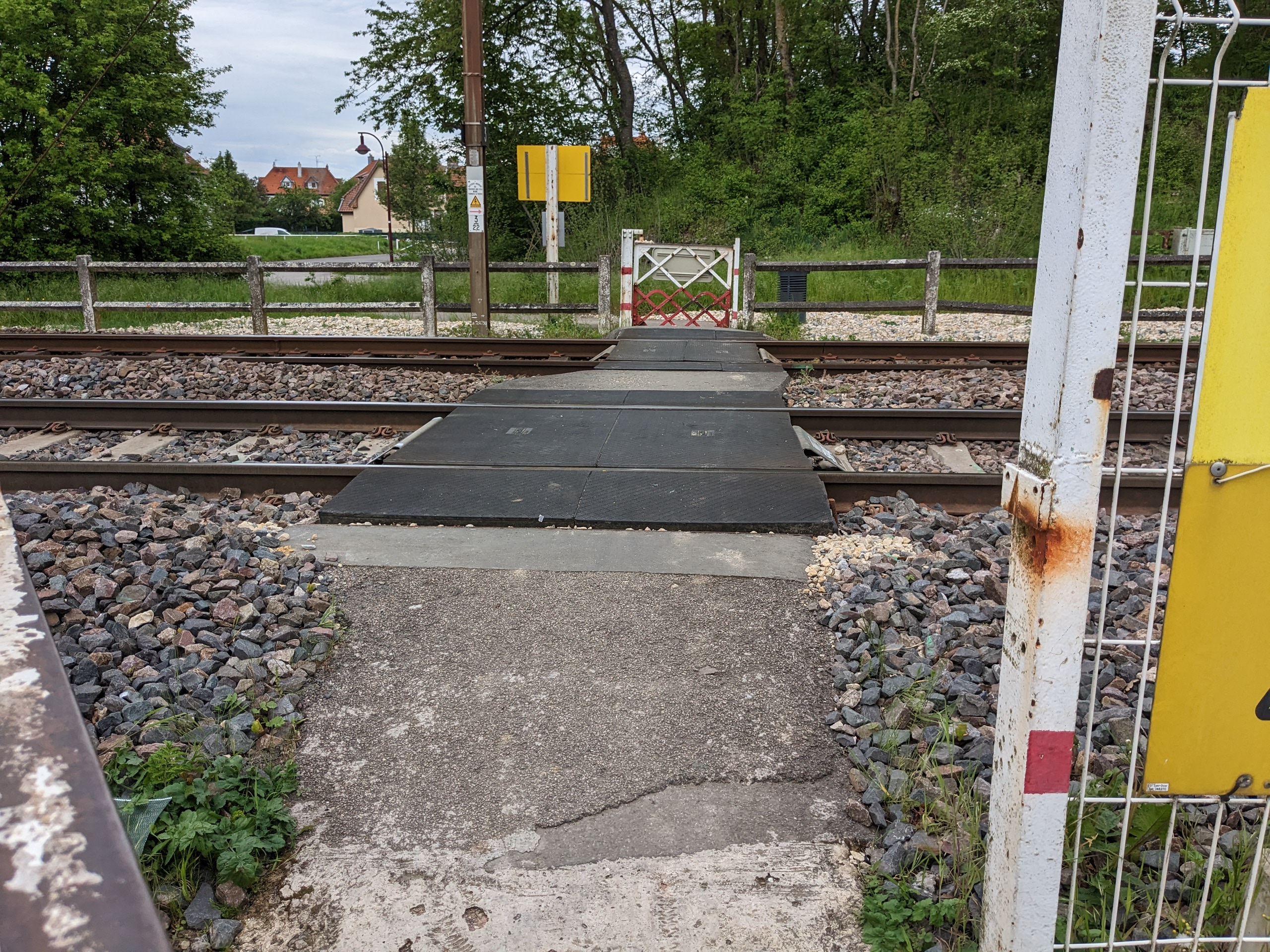
Passage à niveau piéton à proximité de la halte permettant la traversée des voies (7 mai 2023)
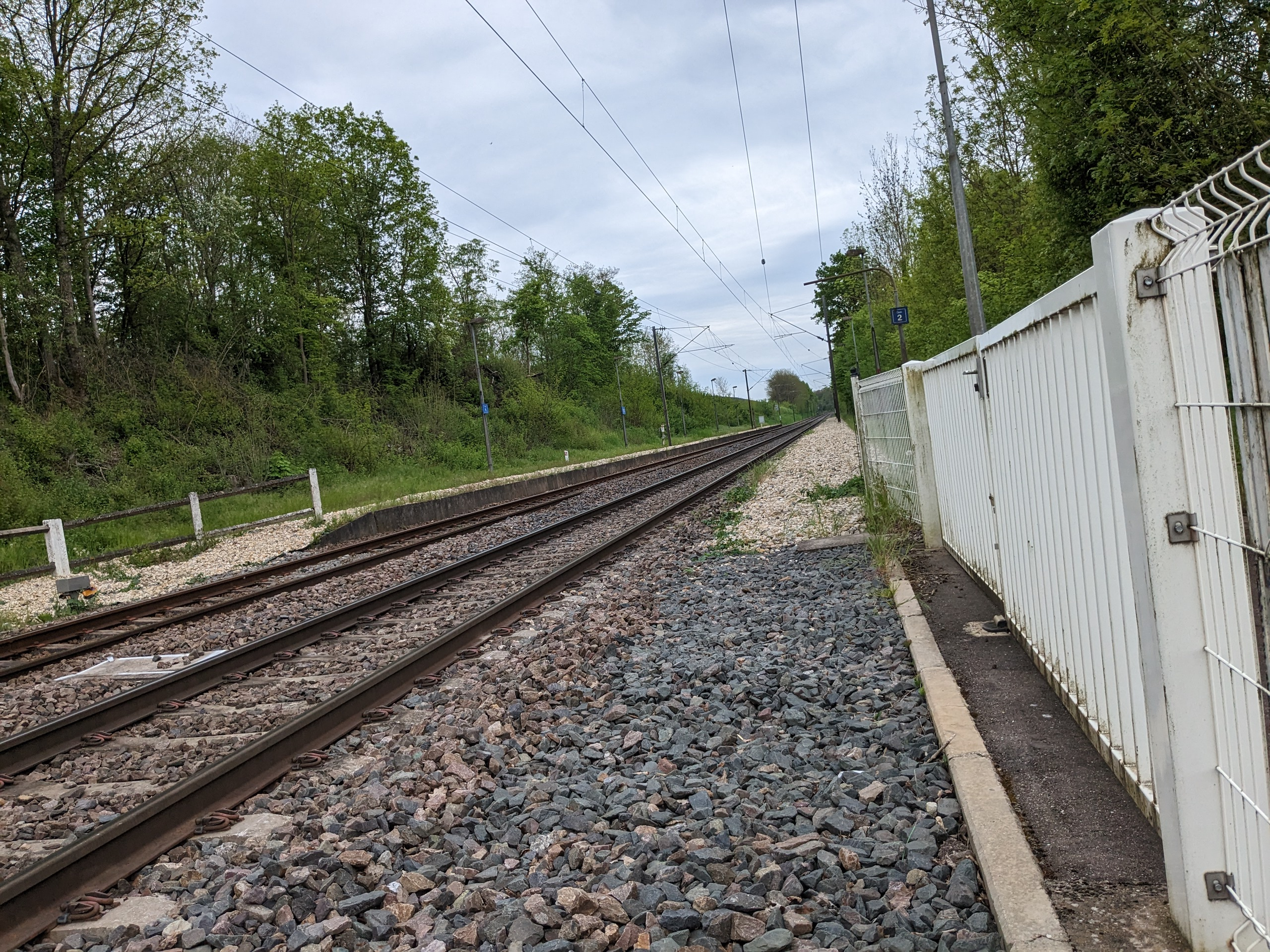
Vu des quais de la halte en direction de Bouzonville, photo prise depuis le PN piéton (7 mai 2023)